# Olivier Custodio
Olivier Custodio Da Costa (Montreux, 10 febbraio 1995) è un calciatore svizzero, centrocampista del Losanna.

## Carriera

### Club
Ha giocato nella prima divisione svizzera.

### Nazionale
Ha giocato numerose partite nelle varie nazionali giovanili svizzere.

## Palmarès

### Club

#### Competizioni nazionali
- Coppa Svizzera: 1

Lugano: 2021-2022